# Antonín Havelka
Antonín Havelka (12. června 1881 Modlešovice – 18. července 1954 Plzeň) byl český římskokatolický kněz a dlouholetý arciděkan v Plzni. Na kněze byl vysvěcen roku 1904, od roku 1908 působil na arciděkanském úřadu v Plzni, nejprve jako kaplan a v dubnu 1919 se stal arciděkanem. Tuto funkci zastával až do roku 1946.
Antonín Havelka se narodil v Modlešovicích na Strakonicku sedlákovi Janu Havelkovi a Josefě, rozené Vačalkové. Politicky se angažoval zpočátku v křesťansko-sociální straně, po vzniku ČSR ve straně lidové, kde působil do přelomu 20. a 30. let. V roce 1936 vstoupil do hnutí Vlajka. Později stál v čele plzeňské organizace hnutí. Ve funkci zůstal i poté, co se za protektorátu přeměnilo v organizaci kolaborující s Němci. Pro politické neshody s Němci byl v roce 1941 z funkce ve Vlajce odvolán. V letech 1942 až 1945 byl internován v klášterech v Zásmukách a Obořišti. Po skončení války byl za svou činnost ve Vlajce zatčen a roku 1946 odsouzen na 15 let. V roce 1954 byl propuštěn na amnestii a krátce poté zemřel.